# 特里·R·马格努森
特里·R·马格努森是一位美国遗传学家和发育生物学家，本科毕业于雷德蘭茲大學，博士毕业于威尔康奈尔医学院，后进入凯斯西储大学任教，2000年进入北卡罗来纳大学教堂山分校，成为遗传学系的创始教授，2016年起任北卡罗来纳大学教堂山分校分管科研的副校长，2019年任美国遗传学学会会长，2022年因涉嫌抄袭辞职。